# Schistonísi
Schistonísi är en ö i Grekland.   Den ligger i regionen Kreta, i den södra delen av landet, 300 km söder om huvudstaden Aten.